# Ubisoft San Francisco
Ubisoft San Francisco est un studio américain de développement de jeux vidéo situé à San Francisco. Le studio est connu pour avoir travaillé sur la franchise Rocksmith. 
Ubisoft San Francisco fermera ses portes en février 2025, à la suite de la décision d'arrêter le développement du jeu XDefiant.

## Historique
En avril 2024, Ubisoft licencie 45 employés parmi les équipes de San Francisco et de Cary (Red Storm Entertainment),.

### Fermeture du studio
Le 3 septembre 2024, Ubisoft annonce la fermeture en février 2025 d'Ubisoft San Francisco. Malgré tout, le bureau commercial de l'entreprise y restera ouvert. Cette décision s'explique par l'arrêt prochain du multijoueur XDefiant, qui conduira au licenciement en février 2025 de 277 salariés (dont les 143 membres d'Ubisoft San Francisco) et au transfert des équipes restantes vers "d'autres rôles au sein d'Ubisoft",,,,,. 

## Jeux développés
| Titres                          | Année | Plates-formes                                                                         |
| ------------------------------- | ----- | ------------------------------------------------------------------------------------- |
| Rocksmith                       | 2012  | Xbox 360, PlayStation 3, Windows                                                      |
| Rocksmith 2014                  | 2013  | Xbox 360, PlayStation 3, Windows                                                      |
| South Park : L'Annale du Destin | 2017  | Xbox One, PlayStation 4, Windows                                                      |
| Rocksmith+                      | 2022  | PlayStation 4, Xbox One, Windows, Macintosh, Xbox Series, PlayStation 5, Android, iOS |
| XDefiant                        | 2024  | Windows, PlayStation 4, PlayStation 5, Xbox One, Xbox Series, Amazon Luna             |